# Râle des Andaman
Rallina canningi
Espèce
Statut de conservation UICN

LC : Préoccupation mineure
Le Râle des Andaman (Rallina canningi) est une espèce d'oiseaux de la famille des Rallidae.

## Répartition
Cette espèce est endémique des forêts pluviales des îles Andaman.